# Виктория и Албърт (музей)
Вижте пояснителната страница за други значения на Виктория.
Музеят на Виктория и Алберт (на английски: Victoria and Albert Museum, известен с абревиатурата V&A) се намира в централната част на Лондон. През 2013 г. е 20-ият най-посещаван музей в света с близо 3,3 млн. посетители. 
Той е най-големият в света музей за декоративно-приложни изкуства и дизайн с постоянна колекция от над 4,5 милиона експоната. Музеят носи името на принц Алберт и кралица Виктория и е основан през 1852 г. Разположен е на площ от 51 000 m² и съдържа 145 галерии.
Включва най-голямата колекция от италиански скулптури извън Италия и най-добрия магазин за музейни сувенири.
Намира се в южната част на лондонския район Кенсингтън (спирка на метрото South Kensington). Входът е безплатен.

## История
Идеята за изграждането на музея се заражда след Голямото изложение в Лондон от 1851 г. За първи път музеят отваря врати през май 1852 г.

## Колекции

### Архитектура
През 2004 г. V&A заедно с Кралският институт на британските архитекти откриха първата постоянна галерия в Обединеното кралство , която разглежда историята на архитектурата използвайки модели, снимки, елементи от сгради и оригинални чертежи.

### Азия
Музеят V&A притежава над 19 000 експоната, представящи ислямската цивилизация, които датират от 7 до началото на 20 век.

### Керамика
Това е една от най-големите и богати колекции керамика в света с повече от 75 000 обекта.
Много добре е представена колекцията Майсенски порцелан от първата фабрика в Европа, която се опитва да разгадае китайската техника за производство на порцелан.
Колекцията от Изникски порцелан от Турция е най-голямата в света.

### Мода
Колекцията костюми се състои от над 14 000 тоалета плюс аксесоари, много от които датират от 1600 до днешни дни.

### Мебели и обзавеждане
Колекцията мебели и обзавеждане обхваща Англия, Европа и Америка от средновековието до съвременността. Британски дизайнери с творби, включени в колекцията са Чарлз Робърт Ашби, Томас Чипъндейл, Уилям Морис и Чарлс Рени Макинтош.